# Condado de Armagh
El condado de Armagh (en irlandés: Contae Ard Mhacha) es uno de los seis condados que forman Irlanda del Norte, parte del Reino Unido de Gran Bretaña e Irlanda del Norte.
Es conocido como "el huerto de Irlanda", debido a la fertilidad de su tierra. Su principal ciudad es Armagh. Ocupa un área de 1.254 km² y su población aproximada es de 141.000 habitantes.
El condado limita al norte con Lough Neagh, al este con el condado de Down, al sur con el condado de Louth en Irlanda y al oeste con el condado de Tyrone y el condado irlandés de Monaghan.
La zona sur del condado de Armagh fue durante el conflicto de Irlanda del Norte la región más militarizada de toda la Europa occidental debido a la fuerte presencia de efectivos del IRA Provisional. La región sirvió de punto de apoyo para el IRA por lo que se ganó el sobrenombre de "País de los bandidos". Un 90%[cita requerida] de la población de la zona sur se declara nacionalista y contraria a la presencia británica, especialmente de la militar. El ejército británico se retiró definitivamente de la región el 1 de agosto de 2007, al llegar a su fin, gracias al acuerdo de Viernes Santo, la denominada Operación Banner.

## Geografía
El río Blackwater sirve de frontera con el condado de Tyrone. El río Bann cruza Armagh de norte a este, hasta desembocar en el lago Neagh. Las montañas del condado son las Silver Guillion, Carrigatuke y Camlough.
Existen también numerosas islas en la zona del lago Neagh que pertenece al condado de Armagh: Isla Coney, Isla Derrywarragh o Padian son algunas de ellas.
Además de Armagh, otras poblaciones destacadas del condado son:
- Craigavon
- Crossmaglen
- Lurgan
- Portadown
- Tandragee

## Ciudades y pueblos
- Acton 72
- Aghagallon 1.056
- Aghory 50
- Annaclone 150
- Annaghmore 75
- Annaghmore (Moss Road) 265
- Annahugh 275
- Ardress 90
- Ardtanagh 87
- Armagh 14.749
- Artasooly 190
- Ashfield / Gowdystown 100
- Ballymacmaine 357
- Banbridge 16.653
- Blackskull 340
- Blackwatertown 376
- Bleary 1.011
- Broomhill 197
- Charlemont 109
- Cladymore 139
- Clonmore 193
- Collegeland 122
- Corbet 107
- Craigavon 64.193
- Darkley 224
- Derryadd 132
- Derryhale 360
- Derrylee 64
- Derrymacash 695
- Derrymore 282
- Derrytrasna 365
- Dollingstown 2.126
- Donaghcloney 1.701
- Dromore 6.011
- Drumnacanvy 999
- Edenaveys 190
- Eglish 100
- Gamlestown 148
- Gibson's Hill 162
- Gilford 1.927
- Glenanne (Lisdrumchor) 151
- Hamiltonsbawn 895
- Katesbridge 144
- Keady 3.036
- Killylea 253
- Kilmore 190
- Kinallen 961
- Laurelvale / Mullavilly 1.284
- Lawrencetown 956
- Lenaderg 340
- Loughbrickland 688
- Loughgall 282
- Loughgilly 84
- Madden 77
- Magheralin 1.337
- Maghery 183
- Markethill 1.652
- Middletown 237
- Milford (Armagh) 569
- Milltown (Armagh) 123
- Moneyslane 230
- Mountnorris 155
- Mullaghbrack 54
- Poyntzpass 614
- Rathfriland 2.472
- Richhill 2.821
- Scarva 357
- Scotch Street 513
- Tandragee 3.486
- Tartaraghan 51
- The Birches 319
- Tullylish 98
- Tynan 71
- Waringsford 176
- Waringstown 3.647